# Peter Gay
Peter Gay (wł. Peter Joachim Fröhlich; ur. 20 czerwca 1923 w Berlinie, zm. 12 maja 2015 w Nowym Jorku) – niemiecko-amerykański historyk, specjalista z zakresu dziejów kultury i psychohistorii.

## Życiorys
Pochodził z rodziny żydowskiej. W 1941 roku opuścił nazistowskie Niemcy. Ostatecznie wyemigrował do Stanów Zjednoczonych.
Absolwent uczelni University of Denver i Columbia University. Piastował stanowisko profesora na Yale University.
W 1990 r. uhonorowano go Nagrodą Heinekena.